# Heather Locklear
Heather Deen Locklear (ur. 25 września 1961 w Los Angeles) – amerykańska aktorka i producentka telewizyjna.
Rozpoznawalność zapewnił jej udział w telewizyjnych serialach takich jak Dynastia (1981–1989), T.J. Hooker (1982–1986), Melrose Place (1993–1999) i Spin City (1999–2002). Jej pierwszą rolą kinową była postać Victorii „Vicky” Tomlinson McGee w filmie Marka L. Lestera Podpalaczka (Firestarter, 1984).
Była sześciokrotnie nominowana do Złotego Globu (1994, 1995, 1996, 1997, 2000, 2002). Została uhonorowana dwiema statuetkami Bravo Otto dla najlepszej gwiazdy telewizyjnej (1983, 1989), przyznanymi przez niemiecki dwutygodnik dla młodzieży „Bravo”.

## Życiorys

### Wczesne lata
Przyszła na świat w Los Angeles w Kalifornii w zamożnej rodzinie biznesmenów pochodzenia angielskiego, szkockiego i niemieckiego. Jej ojciec, William Robert Locklear, był dziekanem Szkoły Inżynierskiej przy Uniwersytecie Kalifornijskim (UCLA), a matka Diane Meredyth Tinsley pełniła funkcję asystenta administracyjnego koncernu „Disneya”. Dorastała w doskonałych warunkach razem z trzema starszymi siostrami. Po tym, jak została odrzucona ze swojego szkolnego zespołu cheerleaderek, Locklear dołączyła do klubu teatralnego i odkryła, że aktorstwo jest jej prawdziwą pasją.
W 1979, po ukończeniu Newbury Park High School w Newbury Park w stanie Kalifornia, podjęła studia psychologiczne na Uniwersytecie Kalifornijskim w Los Angeles. Po studiach pracowała jako modelka w reklamach.

### Kariera
Przed kamery telewizyjne trafiła jako studentka psychologii, wyróżniona przez prowadzącego klasę reklamy. Gościła na szklanym ekranie w serialach: NBC CHiPs z Erikiem Estradą, Robertem Pine i Williamem Smithem, ABC 240-Robert (1981) i sitcomie ABC Osiem to wystarczająco (Eight Is Enough, 1981) z Dickiem Van Patten. Wystąpiła w komedii telewizyjnej CBS Return of the Beverly Hillbillies (1981) u boku Buddy’ego Ebsena i dramacie telewizyjnym NBC Twirl (1981) z Erin Moran.
9 grudnia 1981 pojawiła się w czternastym odcinku opery mydlanej ABC, producenta Aarona Spellinga, Dynastia (Dynasty) – pt. „Pojednanie” („Reconciliation”) jako zmysłowa i prowokująca Samantha Josephine „Sammy Jo” – uwielbiająca wykorzystywać i manipulować ludźmi, uwikłana w intrygi klanu wielkich nafciarzy. Lecz jak żadna inna postać tego serialu zmienia się – ze „złej” dziewczyny, która wdarła się do rodziny Carringtonów dla pieniędzy, w wartościową kobietę i czułą matkę. Za tę rolę była dwukrotnie nominowana do nagrody Soap Opera Digest (1986, 1990). Pierwszą główną rolę zagrała w serialu policyjnym ABC T.J. Hooker (1982–1986) jako oficer Stacy Sheridan. W dreszczowcu NBC Zabójca miasta (City Killer, 1984) wystąpiła w roli atrakcyjnej Andrei McKnight, którą nęka psychopatyczny wielbiciel.
Była na okładkach magazynów takich jak „Playgirl” (w lipcu 1983 z Lorenzo Lamasem), „Ekran” (w grudniu 1989), „Film” (we wrześniu 1990 z Alem Corleyem i w lutym 1992), „Shape” (w październiku 1990), „Complete Woman” (w grudniu 1993), „Details” (w październiku 1994), „InStyle” (w marcu 1995, w maju 2000), „Cosmopolitan” (w kwietniu 1995), „Esquire” (w czerwcu 1995), „Glamour” (w czerwcu 2000), „Allure” (we wrześniu 2000) i „Marie Claire” (w czerwcu 2001).

Wzorem jest dla mnie Marilyn Monroe, która w telewizji nigdy nie mogłaby osiągnąć tak wiele. Sława z małego ekranu mija wraz z serialem, o powtórkach nie ma co marzyć, w tym młynie wszystko kręci się tak szybko. Jeśli poważnie traktuje się swoją profesję, trzeba szukać czegoś trwałego. (Heather Locklear)

Spróbowała też sił na dużym ekranie w adaptacji powieści Stephena Kinga Podpalaczka (Firestarter, 1984), w roli matki tytułowej bohaterki (w tej roli Drew Barrymore). Jej kolejna rola kinowa Abby Arcane, obiekt uczuć zielonawego monstrum z bagien, w żartobliwym filmie Powrót potwora z bagien (The Return of Swamp Thing, 1989) nie została dobrze przyjęta przez krytyków i otrzymała nagrodę Złotej Maliny dla najgorszej aktorki roku. W komedii satyrycznej ABC Seks skandal po amerykańsku (Jury Duty: The Comedy, 1990) ze Stephenem Baldwinem została obsadzona w roli Rity Burwald, telefonicznej „call girl”. Z powodzeniem wcieliła się w rolę Melody Shepherd, przewrotnej asystentki dziennikarki wiadomości telewizyjnych (Barbara Eden) w teledramacie Zabójczy urok (Her Wicked Ways, 1991), Jan, która po załamaniu psychicznym wyjeżdża ze swoim mężem (Robert Carradine) do domu na odludną wieś w telewizyjnym dreszczowcu Iluzje (Illusions, 1992) z udziałem Emmy Samms, ambitnej Betsy, która awansuje na kierownicze stanowisko kierownicze, prześladowanej przez psychopatyczną sekretarkę (Linda Purl) w telewizyjnym dreszczowcu Język ciała (Body Language, 1992), Victorii Gilbert w telewizyjnym horrorze Podglądacz (Fade to Black, 1993) u boku Timothy’ego Busfielda oraz postać mężatki i matki dwóch córek, którą targa wiele osobowości i mierzy się z przerażającą przeszłością mrocznych sekretów po śmierci ojca w telewizyjnym dreszczowcu psychologicznym Rozbity umysł (Shattered Mind, 1996). Rola Amandy Woodward, kobiety zawziętej i perfidnej w operze mydlanej ABC Melrose Place (1993–1999) przyniosła jej w latach 1994–1997 czterokrotnie nominację do nagrody Złotego Globu. 14 maja 1994 gościła w programie rozrywkowym Saturday Night Live.
W 1994 i 2001 została wybrana przez czytelników magazynu „People” jedną z „50. najpiękniejszych ludzi na świecie”. Za rolę Caitlin Moore w sitcomie muzycznym Spin City (1999–2002) u boku Michaela J. Foxa i potem Charliego Sheena dwukrotnie była nominowana do Złotego Globu (2000, 2002).
W 2000 wzięła udział w reklamie L’Oréal. Następnie zagrała Harley Random, szefową portu lotniczego zarządzająca płytą lotniska w serialu NBC Port lotniczy LAX (LAX, 2004–2005), którego była także producentem wykonawczym. Wystąpiła gościnnie w sitcomie CBS Dwóch i pół (Two and a Half Men, 2004) i serialu Boston Legal (2005) z Williamem Shatnerem. W komedii romantycznej Idealny facet (The Perfect Man, 2005) była matką Hilary Duff. W 2006 gościła w programie telewizyjnym Kobiety pewnego wieku (Women of a Certain Age) i pojawiła się w teledysku do singla Toby’ego Keitha „Crash Here Tonight” (2006).
W 2007 wystąpiła gościnnie jako Heather Truscott w sitcomie dla młodzieży Disney Channel Original Series Hannah Montana oraz serialu CBS Sposób użycia (Rules of Engagement) w roli Barbary i zajęła 25. miejsce na liście „100. największych ikon telewizyjnych” według „TV Guide” i „Entertainment Weekly”.

## Życie prywatne
Była związana z Andrew Stevensem (1980–1981), Tomem Cruise’em (1982), Scottem Baio (1983), Christopherem Atkinsem (1983–1984) i Markiem Harmonem (1984).
Locklear ma za sobą dwa nieudane związki małżeńskie z muzykami rockowymi. W 1985 poznała Tommy’ego Lee, ekscentrycznego perkusistę grupy Mötley Crüe. Wzięli ślub 10 maja 1986. Po zdradzie z gwiazdą porno – Debi Diamond na planie filmu kręconego przez przyjaciela Tommy’ego Lee – Rona Jeremy’ego, 16 sierpnia 1993 doszło do rozwodu. W maju 1994 poznała Richiego Samborę, gitarzystę zespołu Bon Jovi. Pobrali się 17 grudnia 1994 w Paryżu. Mają córkę Avę Elizabeth (ur. 4 października 1997). Rozstali się w lutym 2006, a po trzynastu latach małżeństwa wzięli rozwód 11 kwietnia 2007, gdy Locklear odkryła korespondencję Richiego i swojej bliskiej przyjaciółki Denise Richards.
W 2006 spotykała się z Davidem Spade’em. W latach 2007–2011 była w związku z Jackiem Wagnerem. W latach 2012–2013 związała się z pracownikiem technicznym Larrym Porushem. Od marca 2013 jej partnerem był chirurg plastyczny doktor Marc Mani.

## Filmografia

### Seriale
- 1980: CHiPs jako nastolatka
- 1981: 240-Robert jako Jean
- 1981: Eight Is Enough jako Ingrid
- 1981–1989: Dynastia (Dynasty) jako Sammy Jo Dean Carrington
- 1982: Fantastyczna wyspa (Fantasy Island) jako Lorraine Wentworth
- 1982: Matt Houston jako Cindy McNichol
- 1982–1986: T.J. Hooker jako oficer Stacy Sheridan (sezony 2–5)
- 1983:	Tales of the Unexpected jako Pat Ward
- 1983: Statek miłości (The Love Boat) jako Patti Samuels
- 1983: Hotel jako Miranda Harding
- 1989–2018: ABC TGIF jako Alex
- 1990–1991: Going Places jako Alexandra „Alex” Burton
- 1992: Batman (Batman: The Animated Series) jako Lisa Clark (głos)
- 1993–1999: Melrose Place jako Amanda Woodward Blake Parezi McBride Burns
- 1997: Wieczór z muppetami (Muppets Tonight) – w roli samej siebie
- 1998: Herkules (Hercules: The Animated Series) – odc. „Herkules i Argonauci” („Hercules and the Argonauts”) jako Nymphs (głos)
- 1999–2002: Spin City jako Caitlin Moore
- 2000: Bobby kontra wapniaki (King of the Hill) jako Peggy Donovan (głos)
- 2002: Ally McBeal jako Nicole Naples
- 2002: Hoży doktorzy (Scrubs) jako Julie Keaton
- 2004: Dwóch i pół (Two and a Half Men) jako Laura Lang
- 2004–2005: Port lotniczy LAX (LAX) jako Harley Random
- 2005: Orły z Bostonu (Boston Legal) jako Kelly Nolan
- 2007: Hannah Montana jako Heather Truscott
- 2007: Sposób użycia (Rules of Engagement) jako Barbara
- 2007: See Jayne Run jako Jayne Doherty
- 2009–2010: Melrose Place jako Amanda Woodward
- 2012–2013: Rozpalić Cleveland (Hot in Cleveland) jako Chloe
- 2013: Franklin & Bash jako Rachel King
- 2016–2017: Too Close to Home jako Pierwsza Dama
- 2017: Przepis na amerykański sen (Fresh Off the Boat) jako Sarah

### Filmy TV
- 1981: Twirl jako Cherie Sanders
- 1981: The Return of the Beverly Hillbillies jako Heather
- 1984: Zabójca miasta (City Killer) jako Andrea McKnight
- 1988: Rockendrolowa mama (Rock ’n’ Roll Mom) jako Darcy X
- 1990: Dobra partia (Rich Men, Single Women) jako Tori
- 1990: Seks skandal po amerykańsku (Jury Duty: The Comedy) jako Rita Burwald
- 1991: Zabójczy urok (Her Wicked Ways) jako Melody Shepherd
- 1991: Dynastia: Pojednanie (Dynasty: The Reunion) jako Sammy Jo Carrington
- 1992: Język ciała (Body Language) jako Betsy Frieze
- 1992: Spotkania na autostradzie (Highway Heartbreaker) jako Alexandra „Alex” Moulton
- 1992: Iluzje (Illusions) jako Jan Sanderson
- 1993: Podglądacz (Fade to Black) jako Victoria
- 1995: Teksański rozwód (Texas Justice) jako Priscilla Davis
- 1996: Shattered Mind jako Suzy / Bonnie / Ginger / Victoria / D.J.
- 1997: Dwie kule (Double Tap) jako agentka Katherine Hanson
- 2003: Once Around the Park jako Alex Wingfield
- 2006: Women of a Certain Age jako Barb
- 2007: Nora Roberts – Angels Fall (Angels Fall) jako Reece Gilmore
- 2008: Flirt z czterdziestką (Flirting with Forty) jako Jackie Laurens
- 2011: On mnie kocha (He Loves Me) jako Laura
- 2016: The Game of Love jako Frankie
- 2021: Nie przejmuj się drobnostkami: historia Kristine Carlson (Don’t Sweat the Small Stuff: The Kristine Carlson Story) jako Kristine Carlson
- 2024: Mormońska mama popełniła błąd: historia Ruby Franke (Mormon Mom Gone Wrong: The Ruby Franke Story) jako Jodi Hildebrandt

### Filmy
- 1984: Podpalaczka (Firestarter) jako Vicky McGee
- 1989: Powrót potwora z bagien (The Return of Swamp Thing) jako Abby Arcane
- 1991: Jak zdobyć dużą forsę? (The Big Slice) jako Rita
- 1993: Świat Wayne’a 2 (Wayne’s World 2) – w roli samej siebie
- 1996: Zmowa pierwszych żon (The First Wives Club) jako Sharon Griffin, żona Gila Griffina
- 1997: KasaMowa (Money Talks) jako Grace Cipriani
- 2003: Looney Tunes znowu w akcji (Looney Tunes: Back in Action) jako Dusty Tails
- 2003: Dziewczyny z wyższych sfer (Uptown Girls) jako Roma Schleine
- 2005: Idealny facet (The Perfect Man) jako Jean Hamilton
- 2007: Game of Life jako Irene
- 2009: Mija czas (Flying By) jako Pamela
- 2013: Straszny film 5 (Scary Movie 5) jako Barbara Morgan

## Nagrody
| Rok  | Nagroda                                                                                 | Kategoria                     | Film                           |
| ---- | --------------------------------------------------------------------------------------- | ----------------------------- | ------------------------------ |
| 1983 | Złota statuetka Bravo Otto, przyznana przez niemiecki dwutygodnik dla młodzieży „Bravo” | Najlepsza gwiazda telewizyjna | –                              |
| 1984 | Brązowa statuetka Bravo Otto                                                            | Najlepsza gwiazda telewizyjna | –                              |
| 1989 | Złota statuetka Bravo Otto                                                              | Najlepsza gwiazda telewizyjna | –                              |
| 1990 | Złota Malina                                                                            | Najgorsza aktorka             | Powrót potwora z bagien (1989) |
| 1990 | Srebrna statuetka Bravo Otto                                                            | Najlepsza gwiazda telewizyjna | –                              |
| 1991 | Brązowa statuetka Bravo Otto                                                            | Najlepsza gwiazda telewizyjna | –                              |